# ノーブル・オーディオ
ノーブル・オーディオ（英語: Noble Audio）は、アメリカ合衆国のオーディオブランド。テキサス州に本社を置くノーブル・ハイファイ（英語: Noble HiFi, LLC）が使用している。
2024年時点の日本では、株式会社エミライが総輸入元となっている。

## 概要
2024年現在、主にハイエンドイヤホンで使用されているオーディオブランドである。設立から長らくイヤホン専門ブランドであったが、2024年にオーバーイヤーヘッドフォンの「Fokus Apollo」を発売し、初めてイヤホン以外の製品を発売した。
ノーブル・オーディオ自身は、自ブランドについて、会社設立者のジョン・モールトン博士（英語: Dr. John Moulton）が、聴覚学者・聴覚専門医であり、音響学だけでなく聴覚学、医学的な見地から製品設計を行っている点を特徴として打ち出している。また、モールトン博士は、ウィザード（英語: Wizard）の異名でも知られており、会社名にも使用され、製品パッケージにモールトンのWizardのサインがプリントされているものもある。

## 歴史
設立者のジョン・モールトン博士は、聴覚学の博士号を取得したのち、実地研修を経て聴覚学講師、外科助手として活動していた。2008年頃には、タイ王国の補聴器メーカーに務めており、この時期からカスタム・イン・イヤー・モニターを自作してインターネットコミュニティに投稿するなど、オーディオ機器製作者としての活動をするようになっていた。このインターネットコミュニティでの活動により、モールトン博士にはウィザード（英語: Wizard）の異名がつくようになったという。
2013年4月15日に、ウィザード・オーディオ・インダストリーズ（英語: Wizard Audio Industries, LLC）を設立。オーディオブランドの設立は、2013年10月とされることもあり、会社設立時にブランド未定だった可能性もある。2018年4月に、ジョン・モールトンの兄であるジム・モールトン (英語: Jim Moulton）が会社株式の50%をジョン・モールトン博士から取得し、会社の共同オーナーとなる。共同オーナー化されたあと、新法人としてノーブル・ハイファイ（英語: Noble HiFi, LLC）が設立されている。
2019年には、日本総代理店のエミライが、トゥルー・ワイヤレス・ステレオ「FALCON」の開発費を募るクラウドファンディングを実施。目標額50万円のところ、約28.4倍の14,243,040円を集めることに成功した。

## 主な製品
- 有線イヤホン
- カスタム・イン・イヤー・モニター（カスタムIEM）
- トゥルー・ワイヤレス・ステレオ（TWS）
- オーディオ周辺機器
- ワイヤレスヘッドフォン